# Гассенди, Жан-Жак Базильян де
Жан Жак Базильян де Гассенди (фр. Jean Jacques Basilien Gassendi; 1748—1828) — французский военный деятель, дивизионный генерал (с 20 сентября 1805 года), граф Империи (с 9 декабря 1809 года), участник революционных и наполеоновских войн.

## Биография
Жан Жак Базильян де Гассенди родился 18 декабря 1748 года в городке Шантерсье, близ Диня, провинция Прованс. Его отец, Жан Гаспар Гассенди, был представителем от духовенства в Генеральных штатах 1789 года и членом законодательного корпуса. Генерал также приходился родственником известному математику Пьеру Гассенди.
Образование получил в Артиллерийской школе, затем в феврале 1767 года вступил аспирантом в Королевский артиллерийский корпус, 9 мая 1768 года – младший лейтенант, 3 июня 1779 года – капитан в артиллерийском полку Ла-Фер. Здесь под его началом проходил службу молодой лейтенант Бонапарт.
8 марта 1793 года произведён в командиры батальона, с июня 1793 года занимал должность заместителя начальника артиллерии Армии Восточных Пиренеев. При осаде Тулона, с 5 сентября 1793 года, возглавлял артиллерийские экипажи. После взятия города – начальник артиллерийского парка Итальянской армии (29 декабря 1793 года). 19 февраля 1794 года был отстранён от должности и арестован как аристократ, в 1795 году вышел на свободу и 3 марта 1796 года произведён в командиры бригады. 9 января 1798 года – командующий артиллерийского парка Английской армии. 17 марта 1799 года произведён в бригадные генералы.
8 марта 1800 года получил должность командующего артиллерийским парком Резервной армии в Дижоне, участвовал в переходе через Сен-Бернар и в сражении при Маренго. С августа 1801 года по 5 апреля 1813 года возглавлял 6-е подразделение Военного министерства, ответственное за артиллерию и инженерные войска. 21 февраля 1802 года – комендант артиллерийской школы в Оксонне, 25 августа 1803 года вышел в отставку.
14 марта 1805 года вернулся к активной службе, с назначением на должность генерального инспектора артиллерии и 20 сентября 1805 года произведён в дивизионные генералы. 18 февраля 1806 года вошёл в состав Государственного совета. 5 апреля 1813 года получил престижную должность Сенатора, 2 июня 1813 года окончательно вышел в отставку с военной службы.
Этот опытный офицер отличался не только завидными организаторскими способностями, но был одновременно и крупным учёным. Его двухтомный труд «Справочник для офицеров французской артиллерии» стал настольной книгой для всех европейских артиллеристов.
При Первой Реставрации присоединился к Бурбонам и 4 июня 1814 года награждён титулом пэра Франции, подтверждённым Наполеоном 2 июня 1815 года во время «Ста дней». После Второй Реставрации исключён из списка пэров и восстановлен только 22 ноября 1819 года. Умер 14 декабря 1828 года в городе Нюи-Сен-Жорж, департамент Кот-д’Ор в возрасте 80 лет.

## Воинские звания

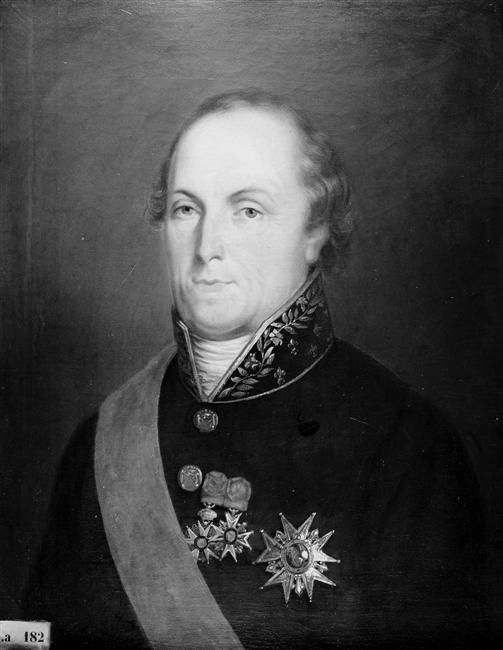
Портрет генерала Гассенди.

- Младший лейтенант (9 мая 1768 года);
- Капитан (3 июня 1779 года);
- Командир батальона (8 марта 1793 года);
- Командир бригады (3 марта 1796 года);
- Бригадный генерал (17 марта 1799 года, утверждён 14 сентября 1800 года);
- Дивизионный генерал (20 сентября 1805 года).

## Награды
- Кавалер военного ордена Святого Людовика (4 мая 1791 года);
- Легионер ордена Почётного легиона (11 декабря 1803 года);
- Коммандан ордена Почётного легиона (14 июня 1804 года);
- Великий офицер ордена Почётного легиона (30 июня 1811 года);
- Большой крест ордена Воссоединения (3 апреля 1813 года);
- Командор военного ордена Святого Людовика (4 мая 1814 года).

## Титулы
- Граф Империи (фр. comte Gassendi et de l'Empire; декрет от 19 марта 1808 года, патент подтверждён 9 декабря 1809 года).